# Muséum des sciences naturelles
Le Muséum des sciences naturelles, partie intégrante de l'Institut royal des sciences naturelles de Belgique (IRSNB), est un musée d'histoire naturelle et un centre de recherche scientifique belge de renommée internationale. Il est situé à Bruxelles en bordure du parc Léopold, non loin des bâtiments du Parlement européen, au no 29 de la rue Vautier. Le musée possède d'importantes collections et accueille environ 350 000 visiteurs par an, ce qui en fait l'un des musées les plus fréquentés du pays.

## Historique

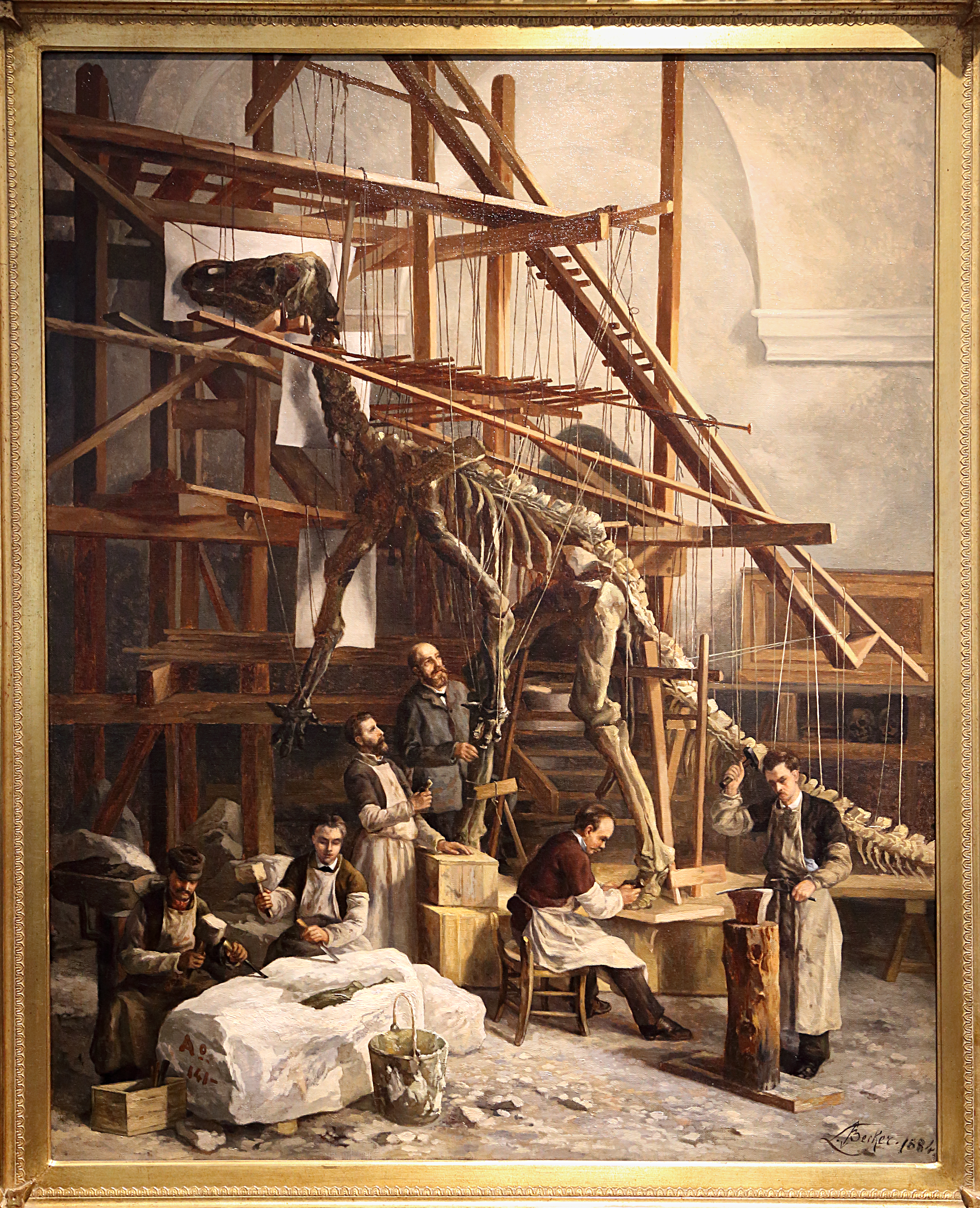
Louis Dollo supervisant le montage d'un squelette d'iguanodon vers 1882-1885.

Le Musée royal d'Histoire naturelle de Belgique est créé par un arrêté royal du 31 mars 1846 à la suite du rachat par l'État belge des collections du Musée d'histoire naturelle de Bruxelles (souvent appelé Musée de Bruxelles), fondé en 1802 et lui-même issu indirectement de la collection réunie à la fin du XVIIIe siècle par le prince Charles Alexandre de Lorraine. Bernard du Bus de Gisignies devient le premier directeur du musée dès sa fondation.
Entre 1889 et 1891, le Muséum s'installe dans un ancien couvent situé sur les hauteurs du parc Léopold. Le bâtiment devenant rapidement trop étroit, le directeur de l'époque, Édouard Dupont, confie à l'architecte Charles-Émile Janlet la construction d'une nouvelle aile sud. Les travaux débutent en 1898 et se terminent en octobre 1905.
Les nouvelles salles sont spécialement conçues pour accueillir la plus extraordinaire découverte paléontologique de l'époque : les iguanodons de Bernissart, qui en deviendront la principale attraction. En 1878, dans les galeries des mines de charbon de Bernissart en Hainaut, à plus de 300 mètres de profondeur, sont découverts une trentaine de squelettes presque entiers d'une espèce de dinosaures alors inconnue, l'Iguanodon bernissartensis, datant d'environ 135 Ma. Y sont également ramenés au jour de très nombreux fossiles de végétaux et d'animaux de la même période : crocodiles, tortues, poissons et insectes.

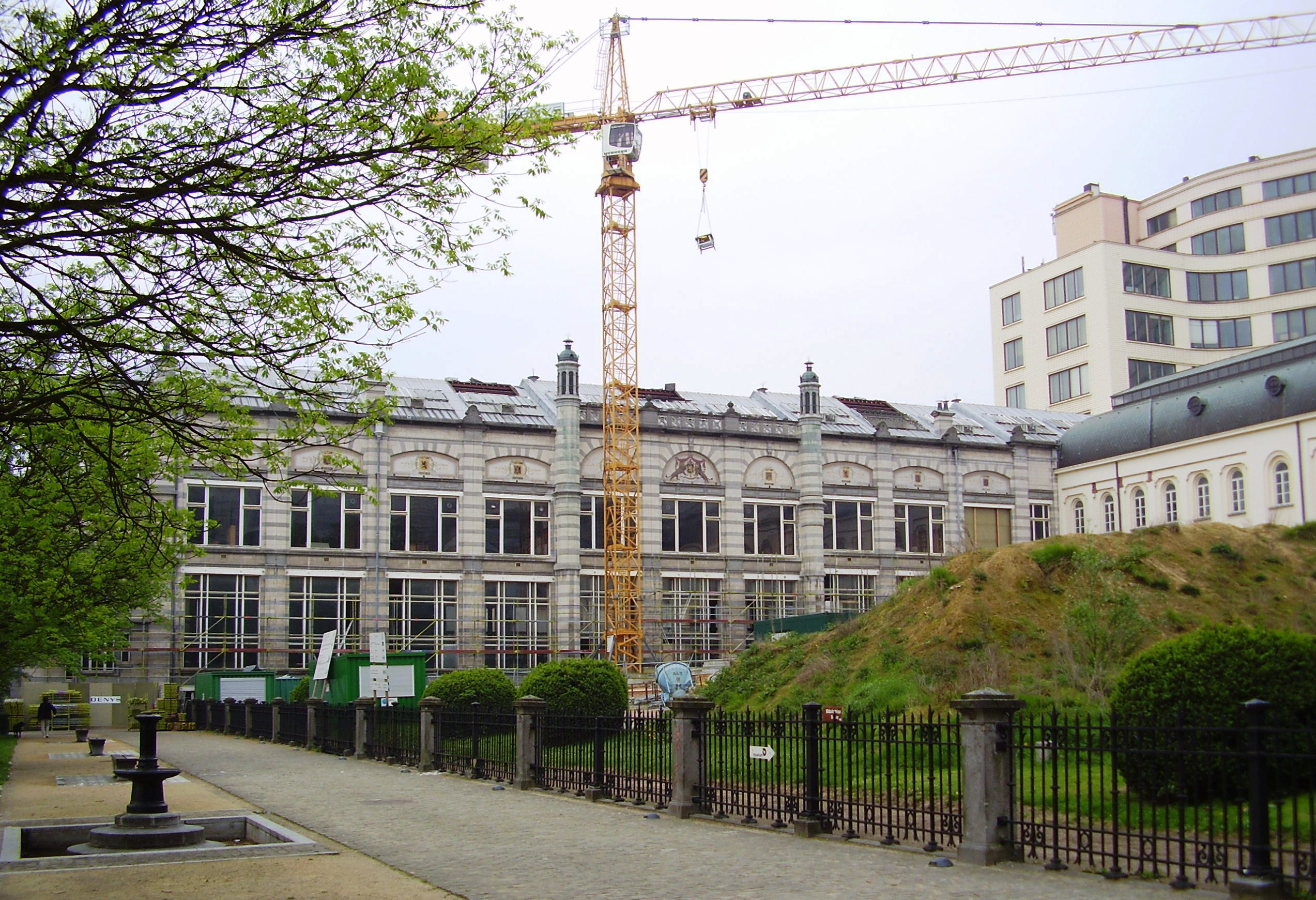
Aile Janlet, vue du parc (en cours de rénovation).

Par la suite, en 1950, plusieurs bâtiments modernes conçus par Lucien De Vestel sont ajoutés pour accueillir de nouvelles salles d'expositions et de réserves, ainsi que des locaux pour l'Institut royal des Sciences naturelles de Belgique (IRSNB), le centre de recherche de renommée internationale dont le Muséum fait partie intégrante.
Le Muséum des sciences naturelles a ouvert le 27 octobre 2007 la nouvelle galerie des dinosaures,. Cette salle, entièrement rénovée et agrandie, d'une superficie de 4 580 m², est la plus grande salle des dinosaures au monde.

## Collections

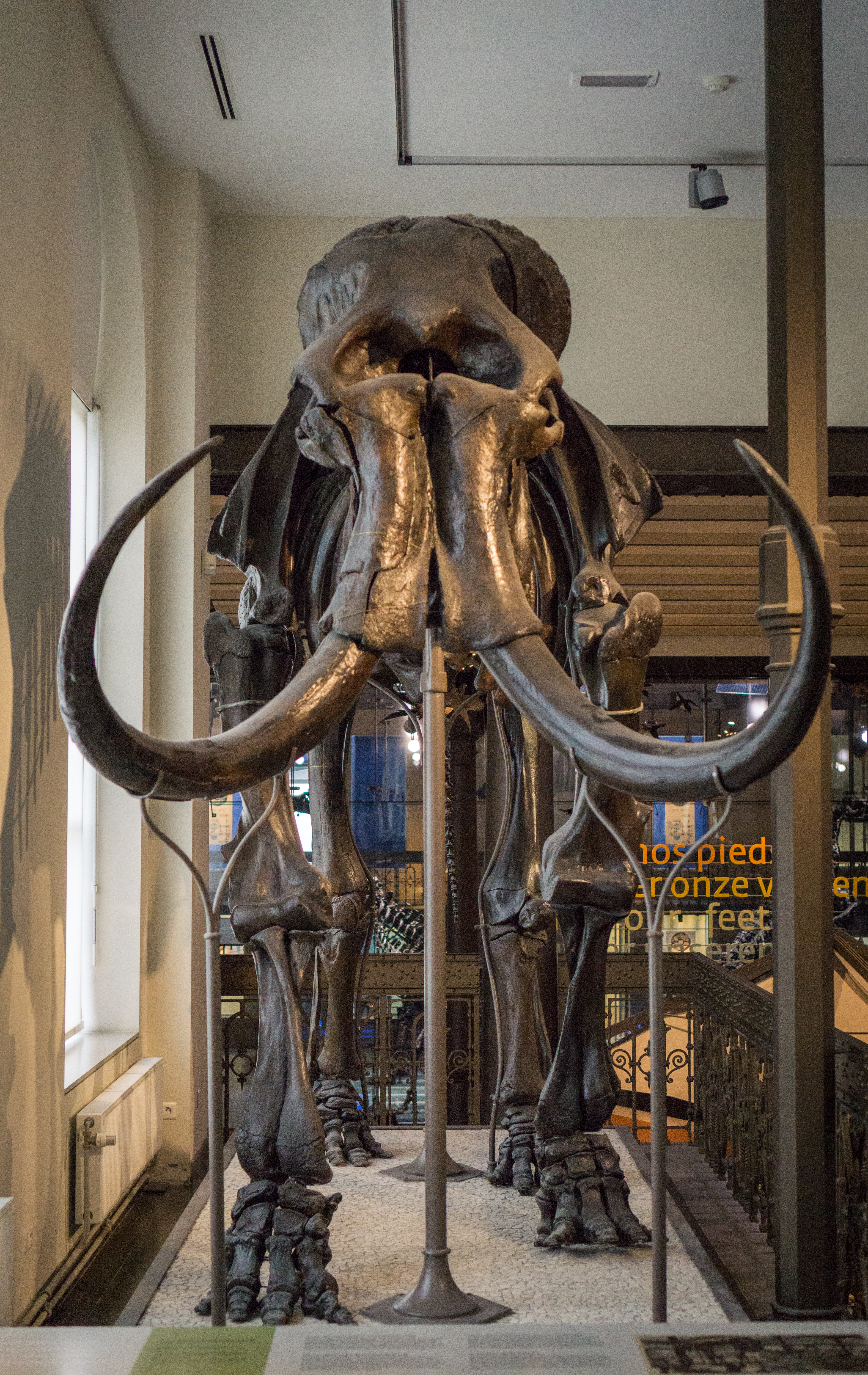
Squelette de Mammouth.

L'Institut abrite environ 38 millions de spécimens : plus de 20 millions d'insectes et environ 15 millions d'autres invertébrés récents.
Le clou du musée est la collection de 30 squelettes complets d'iguanodons de Bernissart. On peut également y voir :
- le mammouth de Lierre (le plus grand squelette de mammouth de Belgique) ;
- le plus ancien objet mathématique connu (l'os d'Ishango) ;
- les néandertaliens de Spy ;
- le crâne de chien de Goyet, provenant du plus ancien animal domestiqué jamais retrouvé ;
- quelques cétacés.

Un des rares exemplaires naturalisés de Grand Pingouin, espèce disparue depuis le début du XIXe siècle, se trouve également au Muséum, dans les réserves non visibles par le public.

## Salles permanentes

### Galerie de l'Homme – Notre évolution
La Galerie de l'Évolution met en lumière six étapes clés de l'évolution : l'explosion cambrienne, la richesse aquatique du dévonien, la conquête de la terre au carbonifère, les mers tumultueuses du jurassique, l'essor des mammifères à l'éocène et l'impact de l'homme aujourd'hui. Une projection vers l'avenir est également proposée.

### Galerie de l'Homme – Notre corps
Cette galerie se concentre sur l'évolution de l'être humain, depuis l'espèce la plus primitive (Sahelanthropus tchadensis) jusqu'à l'homme moderne (Homo sapiens). On y explore aussi le développement de l'embryon jusqu'à l'âge adulte.

### 250 ans de Sciences naturelles
Dans cette salle sont exposées quelques pièces remarquables des collections du musée, comme :
- une météorite de l'Antarctique ;
- une souche fossile provenant de la forêt de Hoegaarden ;
- le mammouth de Lierre ;
- l'os d'Ishango.

### Salle des Mosasaures
On y trouve, entre autres, le squelette quasi complet d'Hainosaurus bernardi (une espèce de mosasaure) découvert en 1884 dans la carrière de craie de Ciply.

### Minéralogie (salle des minéraux)
La collection (2025) comprend notamment :
- des minéraux fluorescents ;
- des dizaines de milliers de cristaux maclés ;
- plus de 1600 météorites, dont les six découvertes en Belgique ;
- un échantillon rocheux en provenance de la lune.

La collection comprend plus de 35 000 pièces (soit plus de 80% des espèces minérales décrites dans le monde).

### Galerie des Dinosaures

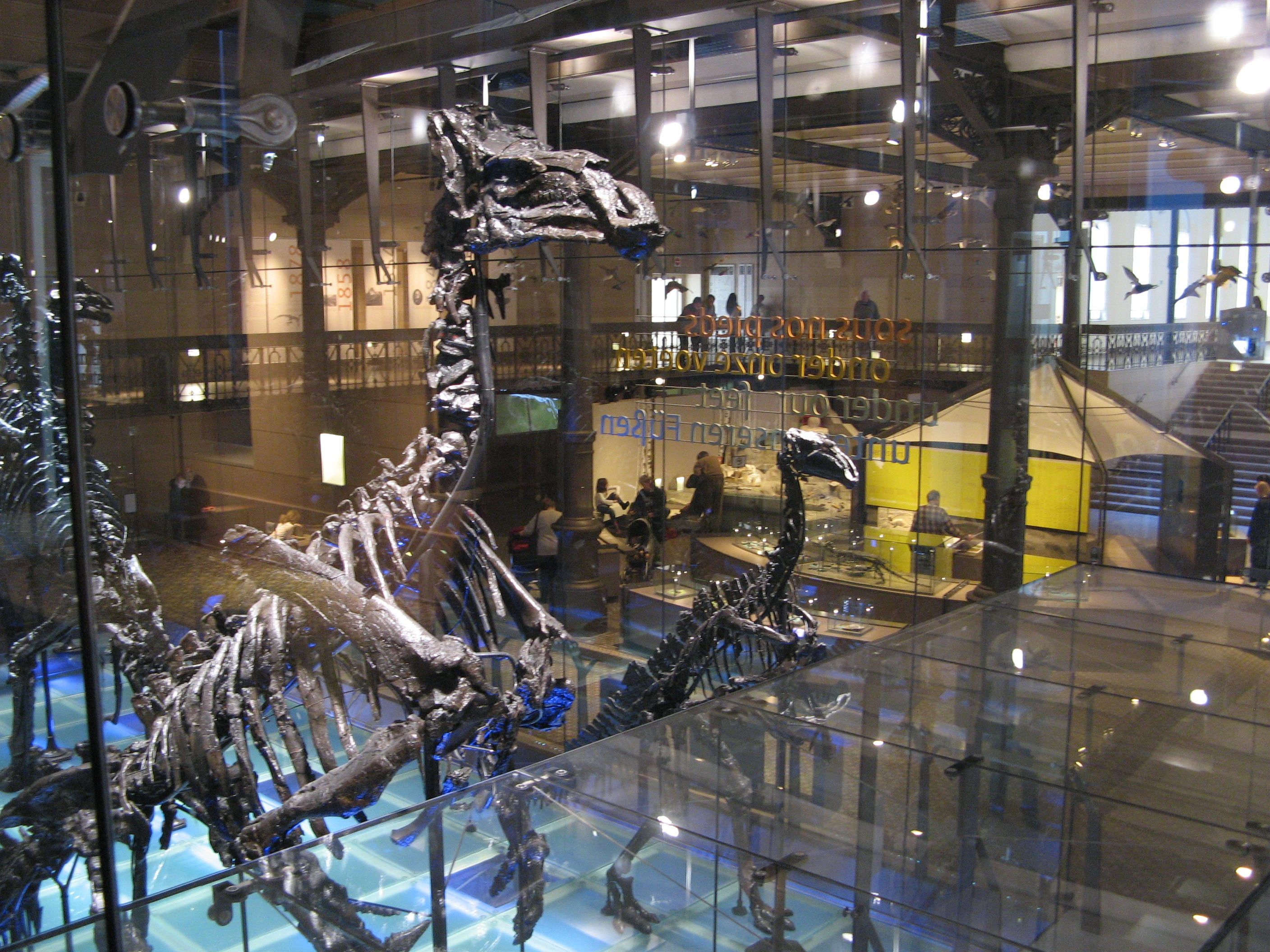
Squelettes d'iguanodons montés vers 1885.

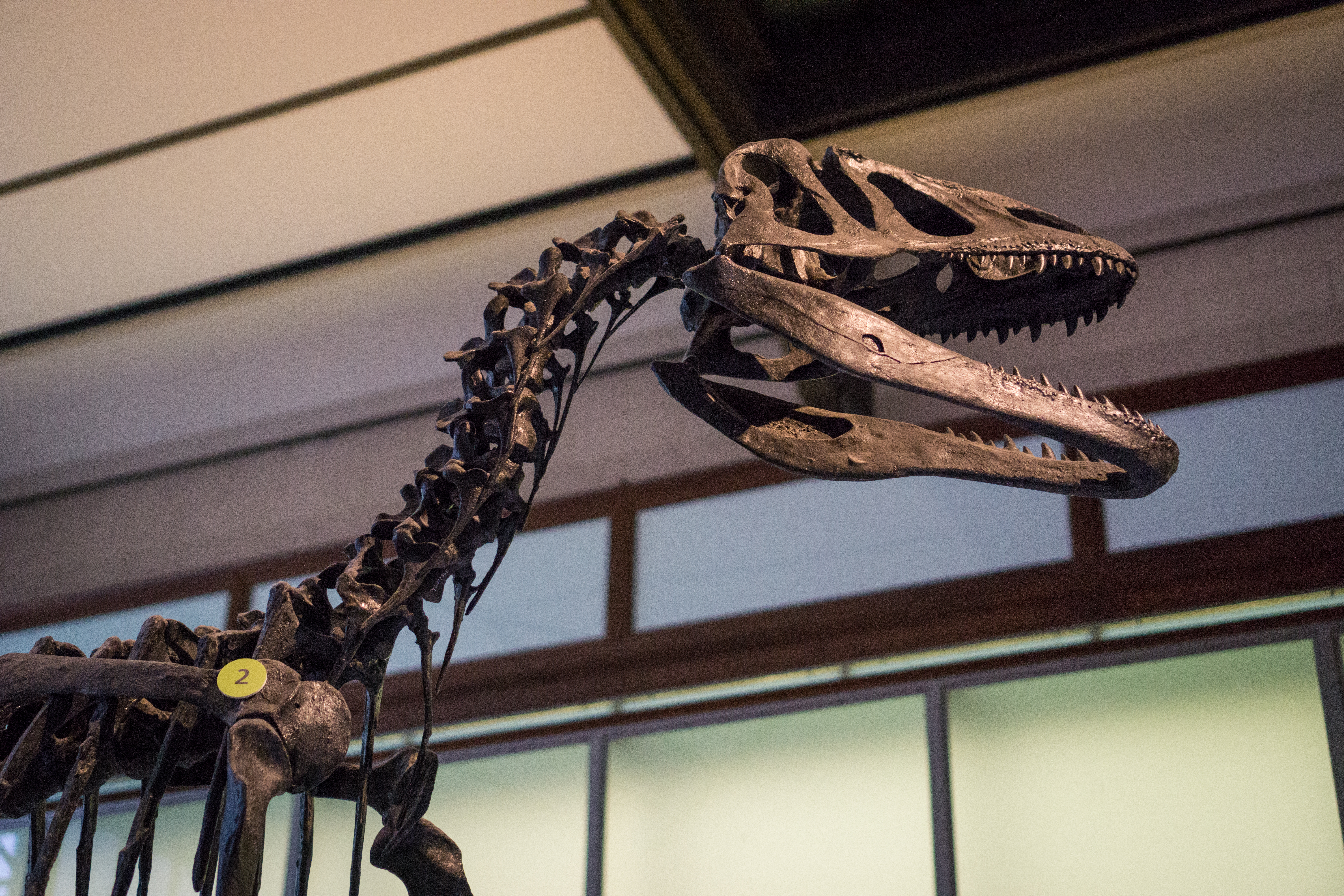
Squelette de dinosaure.

La Galerie des Dinosaures, est la plus grande salle d'Europe entièrement dédiée aux dinosaures. Des dizaines de spécimens y sont présentés sur plus de 3000 m², retraçant leur découverte, leur mode de vie et leur évolution.
Le point fort est la collection d'iguanodons. En 1878, une trentaine de squelettes d'un dinosaure jusqu'alors inconnu furent découverts dans une mine de charbon à Bernissart. En 1881, George Albert Boulenger et Pierre-Joseph Van Beneden attribuèrent ces squelettes à deux espèces : Iguanodon bernissartensis et Iguanodon mantelli (aujourd'hui Mantellisaurus atherfieldensis).
Dans une cage de verre de 300 m² sur trois étages, on peut admirer huit squelettes authentiques d'Iguanodon bernissartensis, ainsi qu'un squelette remarquablement conservé de Mantellisaurus atherfieldensis. Au sous-sol, on peut voir comment et dans quelle position les squelettes ont été découverts.

### Planète Vivante
Cette galerie est consacrée à la biodiversité terrestre, marine et aérienne. Sur une surface de 2000 m², plus de 850 spécimens sont exposés, accompagnés de modèles 3D interactifs, de supports visuels et de sons.

### BiodiverCITY
BiodiverCITY est une exposition spécifique consacrée à la biodiversité urbaine, avec des photos, des films et des simulations informatiques.

## Expositions temporaires
Le musée propose également des expositions temporaires sur des thèmes d'actualité.

## Activités
De nombreuses activités sont proposées aux visiteurs (individuels, familles, écoles et groupes) : visites guidées, PaleoLAB, ateliers, DinoNight, fêtes d'anniversaire, etc.

## Bibliothèque
La bibliothèque scientifique du musée possède l'une des plus importantes collections de sciences naturelles d'Europe de l'Ouest, avec plus de 300 000 monographies et 10 000 titres de revues. La cartothèque comprend plus de 35 000 cartes issues de diverses disciplines cartographiques.

## Accès
- Train : Gare de Bruxelles-Luxembourg, sortie n° 2.
- Bus :